# Antonio Guayre
Antonio Guayre Betancor Perdomo (* 3. Oktober 1980 in Las Palmas de Gran Canaria) ist ein spanischer Fußballspieler, der zurzeit bei CD Lugo in der spanischen Primera División spielt. Zuvor spielte Antonio Guayre bei Celta Vigo, FC Villarreal und UD Las Palmas. Außerdem spielte er einmal für die spanische Fußballnationalmannschaft (in einem WM-Qualifikationsspiel gegen San Marino im Februar 2005).